# Resende
Resende város Brazíliában, Rio de Janeiro államban. Lakosainak száma 125 214 fő (2015. július 1.). Resende Barra Mansa, Arapeí, Areias, Bananal, Bocaina de Minas, Itamonte, Itanhandu, Itatiaia, Passa Quatro, Passa-Vinte, Porto Real, Quatis, Queluz és São José do Barreiro községekkel határos.

## Népesség
A település népességének változása:
| Lakosok száma | 104 549 | 119 769 | 125 214 | 132 312 | 129 612 |
|               | 2000    | 2010    | 2015    | 2020    | 2022    |